# Sinfonia n. 3 (Elgar)
La Sinfonia n. 3 in do minore, Op. 88 (postuma), di Edward Elgar,  era incompleta al momento della sua morte nel 1934. Elgar lasciò 130 pagine di schizzi, su cui il compositore britannico Anthony Payne lavorò per molti anni, realizzando una sinfonia completa nel 1997, nota ufficialmente come "Edward Elgar: gli schizzi per la Sinfonia n. 3 elaborati da Anthony Payne" o in breve "Sinfonia n. 3 di Elgar/Payne". La prima esecuzione pubblica fu alla Royal Festival Hall il 15 febbraio 1998, presso la BBC Symphony Orchestra diretta da Andrew Davis.

## Storia
Dopo la morte di sua moglie Caroline Alice Elgar nel 1920, Elgar si ritirò in semi-pensione, senza produrre opere su vasta scala. Il suo amico e sostenitore George Bernard Shaw sostenne che la BBC avrebbe dovuto commissionare una nuova sinfonia ad Elgar e, con l'aiuto del direttore e compositore britannico Landon Ronald, persuase la BBC a farlo. Elgar lavorò al nuovo pezzo durante l'ultimo anno della sua vita, annotando brevi frammenti di battute, oltre a comporre pagine complete di partitura.
Rendendosi conto che non avrebbe completato la partitura, Elgar morente non distrusse gli schizzi e fece osservazioni contraddittorie sull'opera incompiuta. Disse al suo amico, il violinista William Henry Reed, "Non permettere a nessuno di armeggiare", ma al suo medico disse: "Se non riesco a completare la Terza Sinfonia, qualcuno la completerà, o ne scriverà una migliore". Elgar e Reed avevano spesso suonato vari schizzi della sinfonia al violino e pianoforte e Reed conosceva più di chiunque altro le intenzioni di Elgar. Reed riprodusse più di quaranta pagine degli schizzi più importanti nel suo libro Elgar as I Knew Him, probabilmente per illustrare ciò che credeva fosse l'impossibilità di intrecciarli in un insieme coerente. La loro pubblicazione nel 1936 fece sì che settant'anni dopo diventassero di dominio pubblico e la famiglia Elgar fosse nell'impossibilità di impedire a chiunque di sviluppare gli schizzi.
Nel 1974 un produttore di BBC Radio 3, il dott. Roger Fiske, iindividuò un programma sulla Sinfonia e orchestrò alcuni schizzi, completando la partitura incompleta di Elgar e componendo altri passaggi. La figlia di Elgar Carice diede la sua approvazione e Sir Adrian Boult accettò di dirigere la musica. La partitura fu inviata per la copia a Maurice Johnstone, un ex capo della musica della BBC. Johnstone era fermamente convinto che la trasmissione avrebbe significato "armeggiare" con la partitura e convinse con successo Boult a ritirarsi dal progetto per motivi etici e il programma fu in seguito abbandonato. Una simile proposta per la televisione della BBC nel 1979 non si materializzò.
Il compositore britannico Anthony Payne si era interessato agli schizzi nel 1972 e nel 1993 la BBC lo invitò a lavorare su di essi per una esecuzione di studio. In quel caso lo spettacolo non ebbe luogo, a causa delle obiezioni della famiglia Elgar. Tuttavia Payne continuò tuttavia a lavorare sugli schizzi, completando lo Scherzo, l'Adagio e il primo movimento del lavoro. La famiglia Elgar decise di incaricare Payne di realizzare una versione autorizzata. Payne in seguito scrisse: "Fu durante questo processo che diventai consapevole in modo più cosciente della portata generale della sinfonia. Era diversa nella sua vastità di emozione da qualsiasi altra sua opera sinfonica: c'era il vigore crudo e il magico lirismo del movimento di apertura, l'uso di un modo più leggero nel secondo, che andava ben oltre la sua consolidata pratica sinfonica e l'intensità bruciante dell'Adagio, tragica nella sua importanza, mentre il finale rivelava un mondo di azione cavalleresco e drammatico".
La sua più grande difficoltà fu nel completare il finale, poiché Elgar aveva lasciato pochi indizi sulla sua struttura e nessuno su come sarebbe finita. Payne scrisse sia l'intera sezione di sviluppo che la coda. Decise di terminare il lavoro in modo quieto, seguendo il modello di "The Wagon Passes" nella Nursery Suite di Elgar. Secondo Payne "Il tema principale del finale suggerisce in realtà questo tipo di trattamento e avrebbe portato via la musica in un nuovo mondo visionario, che abbraccia gli anni tra la morte del compositore e il mio tentativo di realizzare i suoi schizzi. Mi sono fidato del mio intuito e sono andato avanti e ho scritto".
La sinfonia fu ascoltata per la prima volta in pubblico nel 1998 e nel 1999, quando venne eseguita a Glasgow (24 settembre), Birmingham (25 settembre), Bristol (10 ottobre/27 gennaio), Liverpool (24 ottobre), Manchester (17 dicembre) e Cambridge (29 gennaio). Furono programmati spettacoli internazionali fino a Bruxelles, Lubiana, San Pietroburgo, Hong Kong e Winnipeg. La première negli Stati Uniti ebbe luogo il 20 novembre 1998 con la Philadelphia Orchestra diretta da Andrew Davis, seguiti da spettacoli della Chicago Symphony Orchestra con Davis è la National Symphony Orchestra a Washington con Leonard Slatkin.
La sinfonia è stata descritta dal filosofo Roger Scruton come "un brillante e sentito recupero delle idee musicali e che ha contribuito a rivitalizzare la nostra cultura musicale".

## Struttura
Una esecuzione tipica della sinfonia dura circa 55 minuti.
- Allegro molto maestoso

La sinfonia si apre in una sequenza ampia di quinte e ottave aperte parallele (le prime diciassette battute di cui Elgar ha lasciato la partitura completa) costruite a ritmo di marcia. Al contrario, il secondo tema è "sublimemente malinconico". C'è una ripetizione dell'esposizione indicata da Elgar e un nuovo tema calmo per archi introduce la sezione di sviluppo, che in seguito ha un tema vivace per i corni. Segue una sezione di marcia in si bemolle minore. Dopo la ricapitolazione, la coda riunisce i temi principali e il movimento termina con una maestosa conclusione in do maggiore basata sul tema iniziale. Il movimento, che richiede circa sedici minuti, sebbene su larga scala, è più breve degli equivalenti movimenti della prima e della seconda sinfonia di Elgar.
- Scherzo: allegretto

Lo scherzo è in grande contrasto con quelli delle prime due sinfonie, entrambi veloci e potenti. È, tuttavia, il movimento di cui gli schizzi hanno fornito le indicazioni più chiare sulle intenzioni di Elgar e la gentile malinconia è in uno stile riconoscibile di Wand of Youth. Una leggera melodia di danza con una parte prominente per il tamburello ricorre come un rondò. Vi sono due episodi contrastanti, il secondo dei quali presenta un tema principale di tipo pastorale in la maggiore.
- Adagio solenne

Elgar scrisse che le battute di apertura del movimento lento avrebbero "aperto alcune grandi porte di bronzo in qualcosa di stranamente poco conosciuto". Il primo tema principale è elegiaco, il secondo tema principale in re maggiore offre un contrasto più delicato. La ricapitolazione enfatizza il primo tema meditabondo e il movimento termina con una singola nota della viola solista, annotata bella; "questa è la fine", disse Elgar di questa frase.
- Allegro

L'apertura del finale ritorna al tono eroico dell'inizio della sinfonia con una fanfara entusiasmante (scritta da Elgar). È il movimento di cui esiste il materiale Elgar meno originale e Payne è stato obbligato a contribuire con una quantità di musica originale. Il tema di apertura marziale ha un tema sussidiario nella vena nobilmente di Elgar. Il culmine del movimento è un grande crescendo-decrescendo su modellato da Payne su "The Wagon Passes" nella Nursery Suite. Il finale silenzioso scompare in una lunga nota pianissimo del tam tam.

## Incisioni
La prima registrazione fu realizzata per l'etichetta NMC dalla BBC Symphony Orchestra, diretta da Sir Andrew Davis, nell'ottobre 1997, quattro mesi prima della prima esecuzione pubblica. Le incisioni successive comprendono:
- Bournemouth Symphony Orchestra, Paul Daniel (2000, Naxos)
- London Symphony Orchestra, Sir Colin Davis (2001, LSO Live)
- BBC National Orchestra of Wales, Richard Hickox (2007, Chandos)
- Orchestra Sinfonica di Sapporo, Tadaaki Otaka (2008, Signum Classics)
- NHK Symphony Orchestra, Tadaaki Otaka (2017, King International)[9]